# Beta izbočina
Beta izbočina je lokalizovani poremećaj regularnog vodoničnog vezivanja beta ravni, obično uzrokovan umetanja ostatka sa heliksnim diedralnim uglom u jedan ili oba H-vezana β-lanca.

## Tipovi
β-izbočine mogu da budu grupisane na osnovu njihove poremećaja (broja ostataka umetnutih u svaki lanac), po tome da li su poremećeni β-lanci paralelni ili antiparalelni, i po njihovim diedralnim uglovima (koji kontrolišu položaj bočnih lanaca).

## Literatura
- Richardson JS, Getzoff ED, Richardson DC (1978). „The β-bulge: a common small unit of nonrepetitive protein structure”. Proc Natl Acad Sci USA. 75 (6): 2574—8. PMC 392604 . PMID 275827. doi:10.1073/pnas.75.6.2574.
- Richardson J. S. (1981). „The anatomy and taxonomy of protein structure”. Adv Protein Chem. 34: 167—339. PMID 7020376. doi:10.1016/S0065-3233(08)60520-3. Архивирано из оригинала 10. 02. 2019. г. Приступљено 07. 12. 2012.
- Chan AW, Hutchinson EG, Harris D, Thornton JM (1993). „Identification, classification, and analysis of beta-bulges in proteins”. Protein Sci. 2 (10): 1574—90. PMC 2142268 . PMID 8251933. doi:10.1002/pro.5560021004.